# إيغور ماتيوس غاليانو
إيغور ماتيوس غاليانو (بالكرواتية: Igor Gal)‏ (20 يناير 1983 في كرواتيا - ) هو لاعب كرة قدم كرواتي في مركز الدفاع. شارك مع منتخب كرواتيا تحت 19 سنة لكرة القدم ومنتخب كرواتيا تحت 20 سنة لكرة القدم ومنتخب كرواتيا تحت 21 سنة لكرة القدم. أما مع النوادي، فقد لعب مع تشايكور ريزه سبور ونادي تيرانا ونادي ديوسجوري ونادي رابوتنيتشكي ونادي سلافن بيلوبو ونادي كوبر وهايدوك سبليت وBalmazújvárosi FC ‏ وإينوسيس نيون باراليمني ‏.

## وصلات خارجية
- إيغور ماتيوس غاليانو على موقع اتحاد كرواتيا (الكرواتية)
- إيغور ماتيوس غاليانو على موقع اتحاد تركيا (لاعب) (الإنجليزية)
- إيغور ماتيوس غاليانو على موقع قاعدة بيانات كرة القدم.إي يو (الإنجليزية)
- إيغور ماتيوس غاليانو على موقع Soccerway.com (الإنجليزية)
- إيغور ماتيوس غاليانو على موقع عالم كرة القدم.نت (الإنجليزية)